# شتالاج الثامن-إي
```
شتالاج الثامن-إي
 (المعروف أيضًا باسم 
Stalag 308
 ) 
معسكرًا
 ألمانيا 
لأسرى
 
الحرب
 
في
 
الحرب العالمية الثانية
 يقع بجوار قرية Neuhammer، سيليزيا (الآن Świętoszów، بولندا). يقع حوالي 
15 كيلومتر (9.3
 
ميل)
 جنوب مخيمات 
شتالاج الثامن-سي
 
وشتالاج لوفت 3
 في ساجان، ألمانيا (الآن 
زاجان
، بولندا). تم بناؤه على ملعب تدريب كبير 
للجيش الألماني
 لا يزال قيد الاستخدام حتى اليوم من قبل 
لواء الفرسان المدرع العاشر
 
للقوات البرية البولندية
.
```

## تاريخ المخيم
تم بناء المعسكر في سبتمبر 1939 لإيواء عدة آلاف من السجناء من غزو بولندا. بعد مايو 1940، انضم إليهم سجناء فرنسيون تم أخذهم خلال معركة فرنسا. في يوليو 1941، تم نقل البولنديين والفرنسيين إلى معسكرات أخرى، وتم استبدالهم بالسجناء السوفييت.  تم تحرير المعسكر من قبل الجيش الأحمر في 15 فبراير 1945. 
تم استخدام المعسكر بعد الحرب من قبل السوفييت لاحتجاز سجناء الجيش الألماني والجيش البولندي قبل نقلهم إلى روسيا. 

## روابط خارجية
- حساب أسير حرب روسي في ألمانيا (مترجم عن الروسية)